# Gamma Leporis
Désignations
Gamma Leporis (γ Lep / γ Leporis) est une étoile de la constellation du Lièvre, située au sud-est de Beta Leporis et au sud-ouest de Delta Leporis. Sa magnitude apparente est de 3,60. D'après la mesure de sa parallaxe annuelle par le satellite Hipparcos, l'étoile est située à 29,1 années-lumière de la Terre. Elle se rapproche du Système solaire à une vitesse radiale de −9,2 km/s.

## Environnement stellaire
Gamma Leporis forme une étoile binaire avec l'étoile de sixième magnitude AK Leporis, avec qui elle partage un mouvement propre commun. Localisée à 96 secondes d'arc, AK Leporis est une naine orange de type spectral K2V. Le système fait partie du courant d'étoiles de la Grande Ourse.
Un excès d'émission dans l'infrarouge en provenance de l'étoile a été recherché, ce qui pourrait indiquer la présence d'un disque de débris en orbite, mais aucun n'a été détecté.

## Propriétés
Gamma Leporis est une naine jaune-blanc de type spectral F6V. Elle est 1,18 fois plus massive que le Soleil et son rayon est 1,32 fois plus grand que le rayon solaire. L'étoile est 2,51 fois plus lumineuse que le Soleil et sa température de surface est de 6 313 K. Elle tourne sur elle-même à une vitesse de rotation projetée de 8 km/s et sa période de rotation été déterminée comme étant d'environ six jours.

## Recherche de planètes
À cause de ses caractéristiques stellaires et de sa distance à la Terre, Gamma Leporis était considérée comme une cible prioritaire pour la mission de la NASA Terrestrial Planet Finder (annulée en 2011). Elle était classée huitième dans l'ordre d'importance parmi 100 étoiles comprises dans ce projet, lequel avait pour objectif de détecter et d'étudier des planètes telluriques.